# Montúfar
Montúfar é um cantão do Equador localizado na província de Carchi.
A capital do cantão é a cidade de San Gabriel.